# تجربة طبيعية
التجربة الطبيعية هي دراسة تجريبية يكون فيها اختيار الأفراد (أو المجموعات من الأفراد) المعرضين للتجربة وللضبط منوطاً بحدث طبيعي أو على أساس عوامل أخرى خارجة عن سيطرة الباحثين، تشبه طريقة الاختيار إلى حد كبير التعيين العشوائي، لكن بحسب معايير التجارب المنضبطة المعشاة فتعتبر التجارب الطبيعية التجارب دراسات وصفية وغير منضبطة.
تبرز فائدة التجارب الطبيعية عند تعرض تجمع إحصائي جزئي محدد لحدث محدد، بحيث يمكن ايجاد صلة بين التغير في النتائج بالأحداث التي تعرض لها المجتمع الجزئي. كمثال عن المجتمع الجزئي اختيار سكان مدينة دمشق من سكان سوريا دونا عن باقي المدن؛ وكمثال عن الحدث المحدد تناول سكان دمشق لنوع خضار معينة لم يتناولها أي من سكان المدن الأخرى.

## اقرأ أيضاً
- تجربة منضبطة معشاة